# Francesco Guicciardini

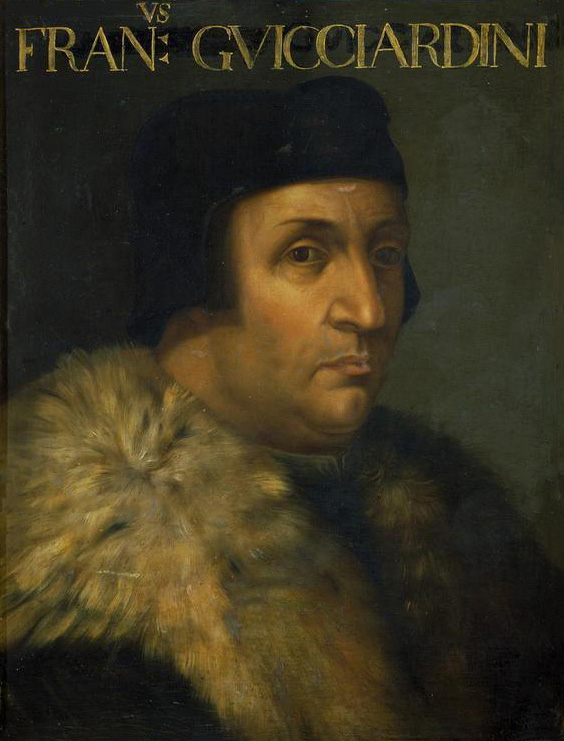

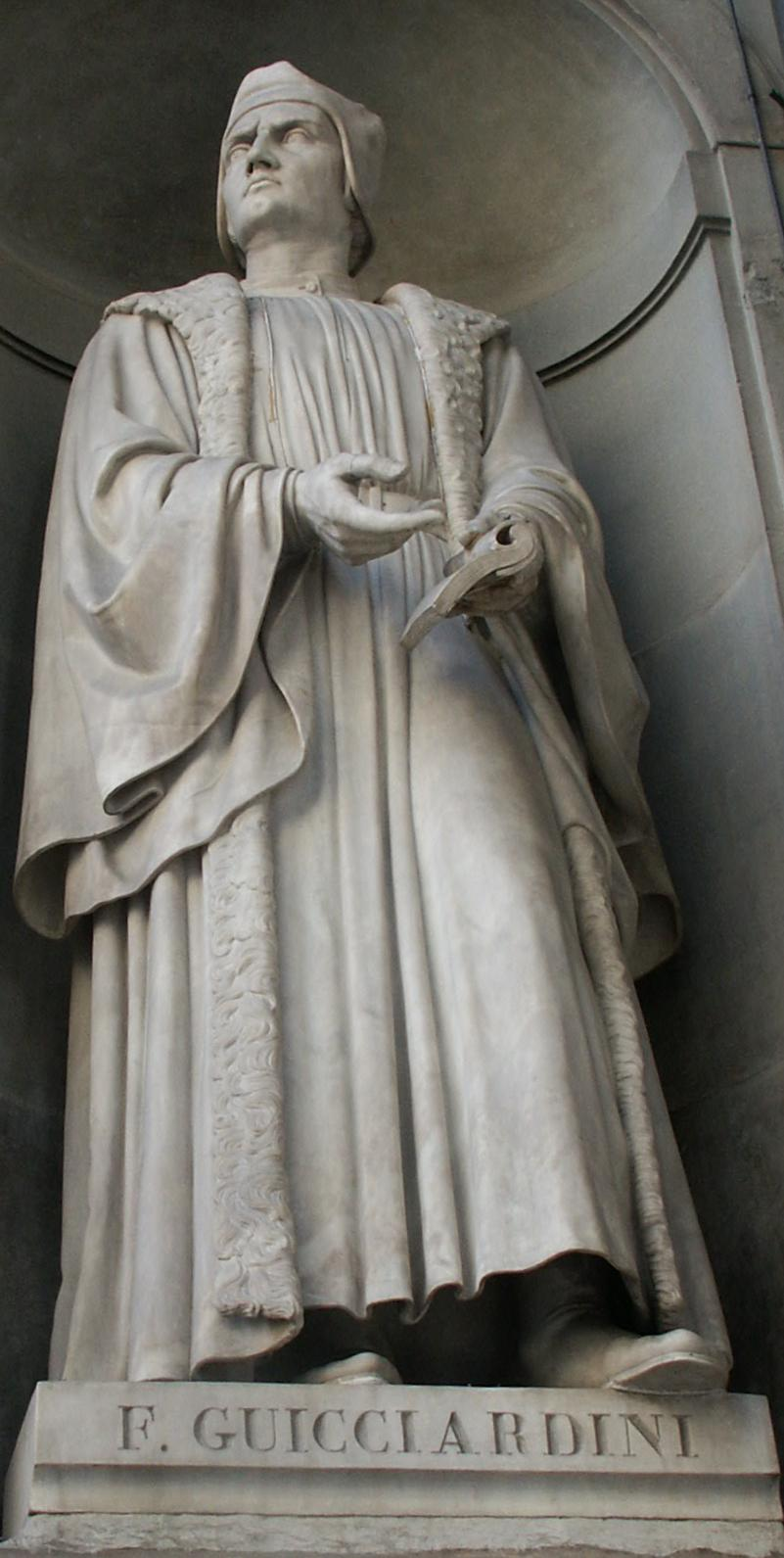
Een standbeeld van Francesco aan de buitenkant van het Uffizi

Francesco Guicciardini (Florence, 6 maart 1483 – Arcetri (Florence), 22 mei 1540) was een (Italiaanse) Florentijnse politicus, militair en geschiedschrijver.
Hij was een oom van de Antwerpse cartograaf Lodovico Guicciardini.
Guicciardini was advocaat van beroep, maar stapte in 1512 definitief over naar de politiek. Florence zond hem als gemachtigde naar het hof van Aragón. In dienst van de Medici-pausen Leo X en Clemens VII bekleedde hij belangrijke bestuursfuncties en was luitenant-generaal van de pauselijke troepen tot de plundering van Rome door de troepen van keizer Karel V in 1527.
Teruggekeerd in Florence, werd hij echter door het republikeinse volksbewind aldaar afgewezen en ging weer in dienst van Rome. Na de dood van paus Clemens in 1534 bood hij zijn diensten aan de eerste hertog van Florence, Alessandro de' Medici, een onwettige zoon van Clemens VII. Deze maakte zich bij iedereen gehaat met zijn wreedheid en wanbestuur. Nadat deze in 1537 vermoord werd, stelde Guicciardini alles in het werk om diens 17-jarige schoonzoon Cosimo tot hertog van Florence te laten verheffen en dat lukte ook. Hij dacht naast deze jeugdige machthebber wel de rol van invloedrijke adviseur en zelfs de feitelijke machthebber te kunnen zijn, maar Cosimo bleek politiek talent te hebben, zette Guicciardini aan de kant en herstelde de macht van de Medici, ten koste van de republikeinse traditie in Florence.
Guiccardini trok zich terug op zijn villa in het naburige Arcetri en wijdde zich aan het schrijven. Zijn geschiedwerk, bedoeld als handleiding voor de praktische politicus, is nuchter en realistisch van opzet: alle schijn wordt ontmaskerd, zuiver ideële motieven acht de schrijver bij niemand aanwezig. Even koel en zakelijk als zijn oordeel is zijn taal. Francesco Guicciardini was de eerste die een Italiaanse geschiedenis van werkelijk nationaal, het louter lokale niveau overstijgende gezichtspunt uit schreef. Hij liet zich ook zeer kritisch uit over pausen en de geestelijkheid in het algemeen, terwijl hij de paus en diens wereldlijke macht toch zo lang gediend had. Hij stelde dat men moet berusten in onvermijdelijkheid daarvan. Een zekere mate van hypocrisie is onvermijdelijk, zowel in het persoonlijke belang als in het algemene belang. In het algemeen moet men streven naar een reputatie van betrouwbaarheid, dan kan men gemakkelijker misleiden als het echt nodig is.
Grote bekendheid verwierf hij met zijn Ricordi, die vergelijkbaar zijn met Machiavelli's Il Principe.

## Nederlandse vertaling
- Ricordi. Pleidooien voor discretie en prudentie, vert. Piet Rademakers, 2017

- Bibsys: 90148493
- Biblioteca Nacional de Chile: 000135792
- Biblioteca Nacional de España: XX888989
- Bibliothèque nationale de France: cb119062612 (data)
- Catàleg d'autoritats de noms i títols de Catalunya: 981058512766206706
- CiNii: DA0122482X
- Gemeinsame Normdatei: 118543415
- Historisch woordenboek van Zwitserland: 018725
- International Standard Name Identifier: 0000 0001 2364 0471
- Library of Congress Control Number: n79095601
- Nationale Bibliotheek van Letland: 000060263
- Bibliotheek van het Japanse parlement: 00441940
- Nationale Bibliotheek van Tsjechië: jn19990002973
- Nationale bibliotheek van Australië: 35156282
- Nationale Bibliotheek van Israël: 987007273651705171
- Nationale Bibliotheek van Polen: a0000001181947
- Nationale en Universitaire bibliotheek Zagreb: 000172382
- Nederlandse Thesaurus van Auteursnamen: 069221219
- Réseau des bibliothèques de Suisse occidentale: 02-A000076284
- Istituto Centrale per il Catalogo Unico: CFIV004242
- LIBRIS: 188853
- SNAC: w6tb2k3v
- Système universitaire de documentation: 027764478
- Trove: 845153
- Virtual International Authority File: 89549325
- WorldCat: E39PBJyRyjXh4jd7GVDqDFJhpP